# Gilberto Zorio
Gilberto Zorio (nacido en Andorno Micca en 1944) es un artista italiano, incluido en el estilo povera. 

## Carrera
Estudió pintura y escultura en la Academia de Bellas Artes de Turín entre 1963 y 1970. Es conocido por emplear materiales industriales y otros poco tradicionales en su obra. También está interesado en las reacciones químicas que se producen al interactuar los materiales entre sí y con el paso del tiempo.